# Alexandre de Myndos
Alexandre de Myndos est un ancien auteur grec provenant de Myndos en Carie, qui aurait vécu durant le Ier siècle, mais cette date est incertaine. Il écrivit sur divers sujets, notamment la zoologie et la divination. Ses œuvres, aujourd'hui disparues, doivent avoir été considérées comme très importantes par les anciens, vu que les références y sont nombreuses et que des fragments en ont été conservés chez divers auteurs.
Il a écrit Une histoire des animaux  (Κτηνῶν Ἱστορία), dont Athénée cite un long fragment,. Cet ouvrage est sans doute le même que celui appelé ailleurs Des animaux (Περὶ Ζώων), dont Athénée cite le deuxième livre.  
Il est aussi l'auteur du traité Des oiseaux (Περὶ Πτηνῶν), dont le deuxième livre est également cité par Athénée,. Il se peut que les illustrations d'oiseaux dans le Dioscoride de Vienne, qui semblent basées sur celles d'un traité plus ancien et différent —vu qu'elles ne se rapportent pas directement au traité qu'elles illustrent— proviennent de ce traité perdu sur les oiseaux, dû à Alexandre de Myndos.
Diogène Laërce mentionne un certain Alexon de Myndos comme étant l'auteur d'un ouvrage sur les mythes et dont il cite le neuvième livre. Comme cet auteur est inconnu par ailleurs, le philologue français Gilles Ménage a proposé de lire Alexandre au lieu de Alexon. Mais cela n'est pas sûr, et cette conjecture a été rejetée comme invalide par d'autres spécialistes.

## Sources
- Darius Del Corno, Graecorum de re Onirocritica Scriptorum Reliquiae (1969) no. 14.
- Oder, Das Traumbuch des Alexander von Myndos, RhM 45 (1890) p. 637–639.
- Alexander of Myndus dans Smith, Dictionary of Greek and Roman Biography and Mythology (1867).
- Alexander of Myndos dans Greek and Roman Science and Technology, par T. E. Rihll.